# Fontainebrux
Fontainebrux település Franciaországban, Jura megyében. Lakosainak száma 206 fő (2022. január 1.). Fontainebrux Villevieux, Bletterans, Courlans, Courlaoux, Larnaud, Les Repôts, Ruffey-sur-Seille és Saillenard községekkel határos.

## Népesség
A település népességének változása:
| Lakosok száma | 101  | 110  | 116  | 195  | 194  | 200  | 202  | 203  | 205  | 206  |
|               | 1968 | 1982 | 1990 | 2006 | 2013 | 2015 | 2017 | 2019 | 2020 | 2022 |